# Phalascusa braueri
Phalascusa braueri là một loài côn trùng trong họ Ascalaphidae thuộc bộ Neuroptera. Loài này được van der Weele miêu tả năm 1909.